# Црква Светог Апостола Луке у Витомирици
Црква Светог Апостола Луке се налазила у Витомирици, насељеном месту на територији општине Пећ, на Косову и Метохији. Припадала је Епархији рашко-призренске Српске православне цркве.
Црква посвећена Светом апостолу Луки, јер су на Лучиндан јединице тадашње црногорске војске ослободиле овај крај од робовања под Турцима. Саграђена је 1912. године пет километара североисточно од Пећи, као једнокуполна грађевина у облику триконхоса, зидана од Бањског мермера. Поред цркве било је и лепо уређено сеоско гробље.

## Разарање цркве 1999. године
Након доласка италијанских снага КФОР-а црква је демолирана, оскрнављена, изнутра спаљена и потпуно срушена. 2021. године почела је обнова цркве.